# Měník
Měník är en ort i Tjeckien. Den ligger i den centrala delen av landet, 80 km öster om huvudstaden Prag. Měník ligger 265 meter över havet och antalet invånare är 550.
Terrängen runt Měník är huvudsakligen platt. Měník ligger uppe på en höjd. Runt Měník är det ganska tätbefolkat, med 52 invånare per kvadratkilometer. Närmaste större samhälle är Nový Bydžov, 3,9 km nordväst om Měník. Trakten runt Měník består till största delen av jordbruksmark.